# Mitakata
Mitakata (greacă Μιτακάτα) este un oraș în Grecia în prefectura Kefalonia.